# Ch-59M

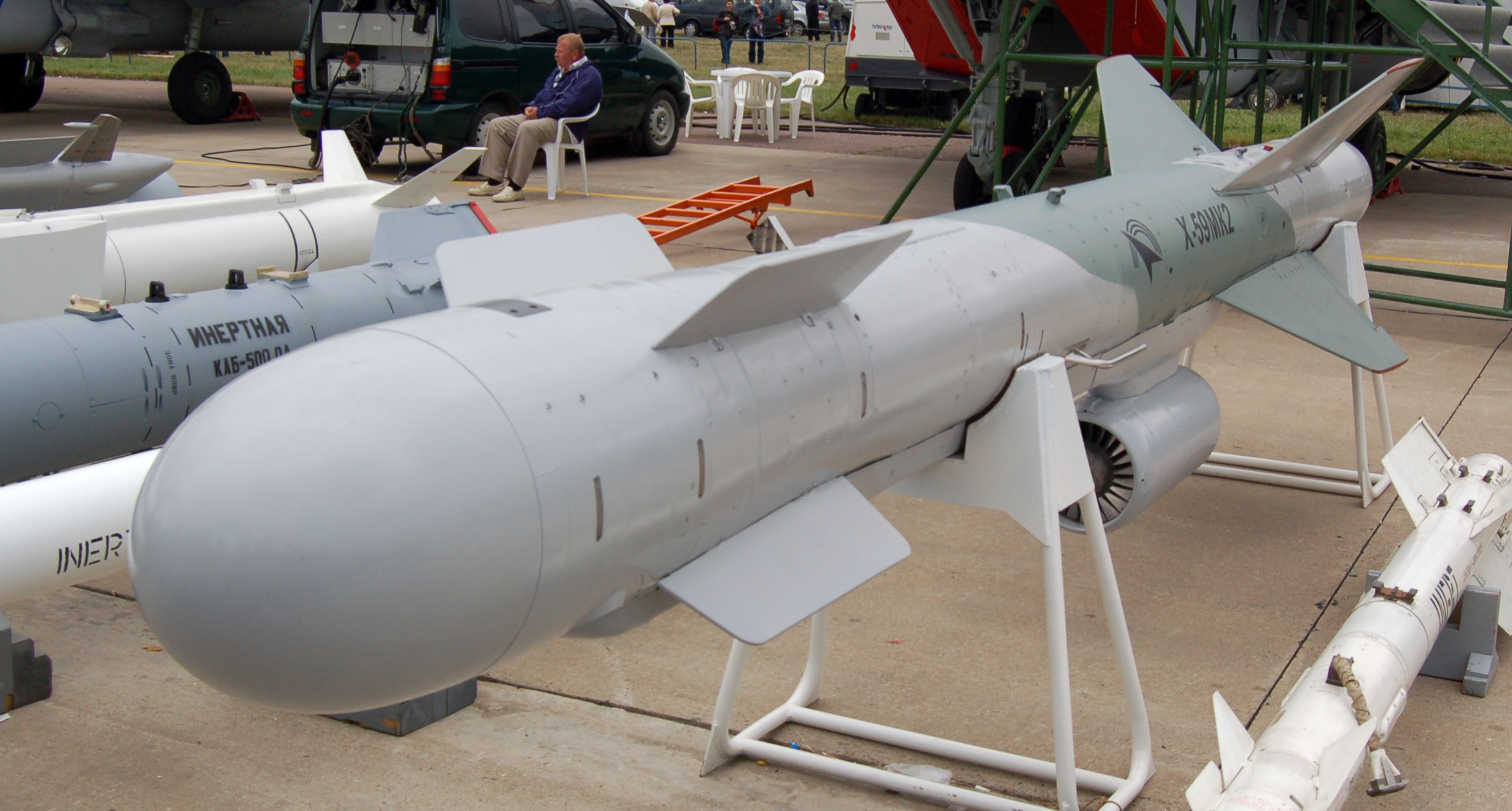
Ch-59MK2

Die Ch-59M Owod-M (NATO-Codename AS-18 Kazoo) ist eine in der Sowjetunion entwickelte Luft-Boden-Rakete.

## Entwicklung
Die Entwicklung begann noch in der Sowjetunion in den späten 1980er-Jahren im Konstruktionsbüro Raduga. Die Ch-59M basiert auf der Ch-59 und wurde 1995 bei den russischen Luftstreitkräften probeweise eingeführt. Die Ch-59M-Lenkwaffen gehören zu den Waffensystemen sowjetischer Konstruktion, welche erst in den 1990er-Jahren für die Serienproduktion bereit waren. Auf Grund ihres Geldmangels konnten die russischen Streitkräfte die Lenkwaffen nur in einem sehr beschränkten Rahmen beschaffen, weshalb sie nun vorwiegend für den Export produziert werden.

## Technik
Bei der Ch-59M handelt es sich im Prinzip um eine Ch-59, welche anstelle des Feststoff-Raketentriebwerkes über ein Turbinen-Strahltriebwerk verfügt. Sie dient zur Bekämpfung taktischer und strategischer Bodenziele, wie beispielsweise Flugabwehr, Schiffe, Transporteinrichtungen, Verkehrsanlagen und verbunkerte Anlagen.
Bei den Ausführungen Ch-59M/ME/MR handelt es sich um Abstandswaffen. Vor dem Start müssen im Navigationssystem der Lenkwaffe die Koordinaten des Zieles eingegeben werden. Nach dem Abwurf vom Flugzeug folgt zunächst eine kurze antriebslose Phase. Erst in sicherem Abstand zum Flugzeug zündet der Feststoffbooster am Lenkwaffenheck. Dieser beschleunigt die Lenkwaffe auf eine Geschwindigkeit von rund 300 m/s. Nach dem Ausbrennen des Boosters wird dieser abgeworfen und das R-95-300-Turbojet zündet. Mit dem Abwurf des Feststoffboosters wird am Heck die Antenne für den 2-Weg-Datenlink freigelegt. Der Marschflug erfolgt mit einer Geschwindigkeit von 240 bis 290 m/s. Dieser kann in einer Flughöhe von 50 m, 100 m, 200 m, 600 m oder 1.000 m erfolgen. Ein Radar-Höhenmesser sorgt für den nötigen Sicherheitsabstand zwischen der Lenkwaffe und dem Terrain. Der Flug ins Zielgebiet erfolgt autonom mit Hilfe der Trägheitsnavigationsplattform. Für den Zielanflug wird der Datenlink aktiviert und das TV-Bild des Suchkopfes in der Lenkwaffenspitze wird in das Flugzeug übertragen. Jetzt kann das Ziel genau anvisiert werden und das TV-Bild wird nun bis zum Einschlag der Lenkwaffe in das Flugzeug übertragen (man-in-the-loop). Hierdurch ist auch die Bekämpfung von langsam fahrenden Zielen möglich. Es wird eine mittlere Treffergenauigkeit (CEP) von 2 bis 3 Metern erreicht. Für die Übertragung der Bilddaten aus dem Lenkwaffensuchkopf muss das Trägerflugzeug mit einem APK-8- oder APK-9-Datenlink-Pod ausgerüstet sein.
Bei den Ch-59MA/MK handelt es sich um Seezielflugkörper. Nachdem die Ziele vom Flugzeug mittels Radar identifiziert wurden, finden die Lenkwaffen nach dem Abwurf ihre Ziele von selbst (Fire-and-Forget). Diese Ausführungen können in einem Höhenbereich von 200 bis 11.000 m bei Geschwindigkeiten von 600 bis 1.000 km/h gestartet werden. Der Flug in das Zielgebiet erfolgt autonom mit Hilfe der Trägheitsnavigationsplattform. Für den Zielanflug kommt ein aktiver Radarsuchkopf zum Einsatz. Der Zielanflug erfolgt in einer Höhe von 7 m. Der Einschlag im Schiffsrumpf erfolgt auf Wellenhöhe.
Bei den Ch-59MK2/MEh  handelt es sich um taktische Marschflugkörper. Der Flug erfolgt autonom im Konturenflug mit Hilfe der Trägheitsnavigationsplattform, GLONASS und einem DSMAC-Suchkopf (Digital Scene Matching Area Correlation) für den Zielanflug. Es wird eine mittlere Treffergenauigkeit (CEP) von 5 bis 10 Metern erreicht.

## Varianten

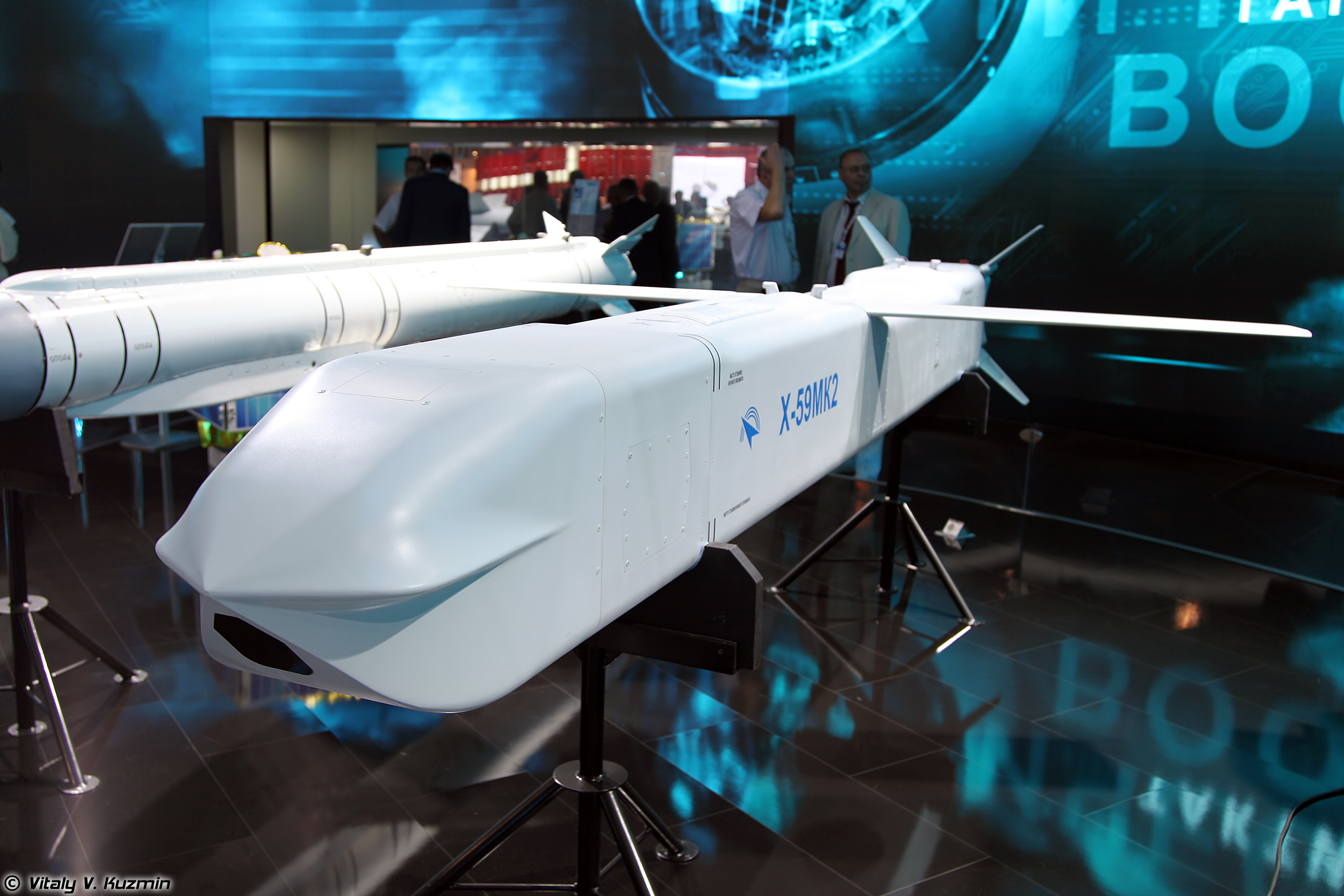
Neuste Version Ch-59MK2 an der MAKS 2015

- Ch-59M Owod-M: Initialversion zur Bekämpfung von Bodenzielen, Reichweite 115 km.
- Ch-59ME Owod-ME: Exportversion der Ch-59M.
- Ch-59D Owod-D: Prototyp mit neuem CCD-Suchkopf, Projekt abgebrochen.
- Ch-59M2 Owod-M2: Verbesserte Ch-59M mit INS-GLONASS-Lenkeinheit und optimiertem CCD-Suchkopf für den Nachteinsatz. Reichweite 115–140 km.[6]
- Ch-59M2E Owod-M2E: Exportversion der Ch-59M2.
- Ch-59MR Owod-MR: Verbesserte Ch-59M2 mit neuer Elektronik und 36MT-Turbofan, Reichweite 200 km.
- Ch-59MA Owod-MA: 1. Version zur Schiffsbekämpfung mit TRDD-50A-Turbofan und ARGS-345-Radarsuchkopf, Reichweite 150–180 km.
- Ch-59M2A Owod-M2A: 2. Version zur Schiffsbekämpfung mit 36MT-Turbofan und ohne Booster. Ausgerüstet mit ARGS-95-Radarsuchkopf, Reichweite 200 km.[6]
- Ch-59MK: Exportversion der Ch-59M2A.
- Ch-59MKM: Version zur Bekämpfung von verbunkerten Betonbauten, vorgestellt 2021. Ausgerüstet mit Tandem-Gefechtskopf, bestehend aus vier 10-kg-Vorhohlladungen und einem 320-kg-Penetrator. Kann bis zu 3 m Stahlbeton durchbrechen.[7]
- Ch-59MK2 Owod-MK2: Fire-and-Forget-Marschflugkörper auf der Basis der Ch-59MK. DSMAC-Suchkopf, Reichweite 285 km.
- Ch-59MEh Owod-MEh: Abgeänderte Ch-59MK2 mit Faltflügeln für den Transport im Bombenschacht.
- Ch-59MK2 Owod-MK2 (2015): Taktischer Marschflugkörper mit Tarnkappentechnik, vorgestellt an der MAKS 2015. Auch Ch-69 bezeichnet. Mit 310-kg-Penetrationsgefechtskopf oder ShOAB-3-Streumunition, Reichweite 290–550 km.[8]

## Trägerflugzeuge
- Mikojan-Gurewitsch MiG-35 (NATO-Codename Fulcrum)
- Suchoi Su-24M (Fencer)
- Suchoi Su-30 (Flanker)
- Suchoi Su-34 (Fullback)
- Suchoi Su-35BM (Flanker)
- Suchoi Su-57 (Felon)
- Tupolew Tu-22M3 (Backfire)
- Tupolew Tu-160 (Blackjack)

## Übersicht der Ch-59M-Lenkwaffen
| Bezeichnung         | Ch-59M Owod-M                                  | Ch-59MK Owod-MK                            | Ch-59MK2 Owod-MK2                              | Ch-59MK2 Owod-MK2 (2015)                                                           |
| ------------------- | ---------------------------------------------- | ------------------------------------------ | ---------------------------------------------- | ---------------------------------------------------------------------------------- |
| Typ                 | Luft-Boden-Rakete                              | Seezielflugkörper                          | Marschflugkörper \| Marschflugkörper           |                                                                                    |
| Länge               | 5,10 m                                         | 5,73 m                                     | 5,63 m                                         | 4,20 m                                                                             |
| Rumpfdurchmesser    | 380 mm                                         | 380 mm                                     | 380 mm                                         | 400 mm                                                                             |
| Spannweite          | 1.300 mm                                       | 1.300 mm                                   | 1.300 mm                                       | 2.450 mm                                                                           |
| Masse               | 850 kg                                         | 960 kg                                     | 970 kg                                         | 770 kg                                                                             |
| Antrieb             | Booster plus Turbojet R-95-300                 | Turbofan 36MT                              | Turbofan 36MT                                  | Turbofan 50B (37-04)                                                               |
| Sprengkopf          | 320-kg-Penetrations- oder Splittergefechtskopf | 315-kg-Penetrations- und Brandgefechtskopf | 320-kg-Penetrations- oder Splittergefechtskopf | 310-kg-Penetrations- oder Splittergefechtskopf oder ShOAB-3-Bomblets (Submunition) |
| Lenkung / Suchkopf  | INS plus TV-Datenlink                          | INS plus aktive Radarzielsuche             | INS, GLONASS plus DSMAC                        | INS, GLONASS plus DSMAC                                                            |
| Fluggeschwindigkeit | 240–290 m/s                                    | 240–290 m/s                                | 240–290 m/s                                    | 208–277 m/s                                                                        |
| Einsatzreichweite   | 115 km                                         | 200 km                                     | 285 km                                         | 290–550 km                                                                         |

## Verbreitung
- Algerien
- Indien
- Malaysia
- Russland
- Venezuela
- Vietnam
- Volksrepublik China